# Xyris cuatrecasana
Xyris cuatrecasana är en gräsväxtart som beskrevs av Idrobo och Lyman Bradford Smith. Xyris cuatrecasana ingår i släktet Xyris och familjen Xyridaceae. Inga underarter finns listade i Catalogue of Life.